# Lovecraft & Witch Hearts
Lovecraft & Witch Hearts – album kompilacyjny zespołu Cradle of Filth, wydany w 2002 roku. Zawiera najlepsze utwory z okresu współpracy z Music From Nations oraz remiksy.

## Lista utworów
Źródło.
Lovecraft
1. „Creatures That Kissed in Cold Mirrors” – 3:01
2. „Dusk and Her Embrace” – 6:08
3. „Beneath the Howling Stars” – 7:37
4. „Her Ghost in the Fog” – 6:24
5. „Funeral in Carpathia (Be Quick or Be Dead Version)” – 8:07
6. „The Twisted Nails of Faith” – 6:49
7. „From the Cradle to Enslave” – 6:34
8. „Saffron’s Curse” – 6:22
9. „Malice Through the Looking Glass” – 5:30
10. „Cruelty Brought Thee Orchids” – 7:18
11. „Lord Abortion” – 6:51

Witch Hearts
1. „Once upon Atrocity” – 1:46
2. „Thirteen Autumns and a Widow (Red October Mix)” – 7:14
3. „For Those Who Died (Return to the Sabbat Mix)” – 6:15
4. „Sodomy and Lust” (cover Sodom) – 4:42
5. „Twisting Further Nails” – 5:30
6. „Amor E Morte (Lycanthropy Mix)” – 7:14
7. „Carmilla’s Masque” – 2:52
8. „Lustmord and Wargasm II” – 7:46
9. „Dawn of Eternity” (Massacre cover) – 6:18
10. „Of Dark Blood and Fucking (Stripped to the Bone Mix)” – 5:59
11. „Dance Macabre” – 4:27
12. „Hell Awaits” (Slayer cover) – 5:39
13. „Hallowed Be Thy Name” (cover Iron Maiden) – 7:10